# Livre sonore
Ne doit pas être confondu avec Livre audio.
En littérature enfantine, un livre sonore est un livre d'éveil, généralement en carton, qui contient des puces sonores sur lesquelles l'enfant doit appuyer afin de déclencher des sons ou des musiques.

## Fonctionnement
À la différence d'un livre audio, qui consiste à restituer un enregistrement de la lecture à voix haute d'un livre, un livre sonore nécessite une action de la part du lecteur afin de déclencher des sons comme des onomatopées, des chansons, des dialogues, etc.

## Bienfaits
Les livres sonores sont des livres interactifs qui permettent de stimuler le sens des enfants, de faciliter l'acquisition du langage et d'améliorer la capacité d'écoute et de concentration,,. 